# Tehovec
Tehovec es una localidad del distrito de Praga-Este en la región de Bohemia Central, República Checa, con una población estimada a principio del año 2018 de 607 habitantes. 
Se encuentra ubicada en el centro-este de la región, junto a Praga y a poca distancia al sur del curso alto del río Elba.